# Zmala (tribu)
La tribu Zmala apareix en època relativament recent quan habitaven la Tessala i plana de Mleta a Algèria; el uadi Ghasul la separava dels Dwayer. La tradició diu que es van formar (amb aportacions diverses) quan el sultà marroquí Mulay Ismail va anar a la zona el 1707. El 1792 Muhammad ibn Uthman al-Akhal al-Kabir va ocupar Orà i va recompensar als Zmala que l'havien ajudat amb donacions de terres i amb autorització per instal·lar-se a la població per diverses famílies.
El 1830 el bey d'Orà tenia quatre aghas entre els quals el dels zmala. A la caiguda d'Alger a mans dels francesos, els Dwayer i els Zmala, dirigits per al-Mazari (nebot de Mustafà ibn Ismail) van intentar acostar-se al sultà del Marroc però un altre grup dirigit per Mustafà ibn Ismail va restar fidel al bey d'Orà. Els francesos però van ocupar la ciutat i la plaça va quedar aïllada fins al tractat de Desmichels del 26 de febrer de 1834. Els zmala es van posar al servei d'Abd al-Kader (1833). Després del tractat una part dels zmala es va establir a Mers el-Kebir.
El 1835 els zmala i els dwayer es van posar definitivament sota autoritat francesa per la convenció de Figuier del 16 de juny de 1835; es van comprometre a pagar tribut, a reconèixer l'autoritat musulmana designada pel governador general francès i aportarien contingents. En l'expedició de Mascara de 25 de novembre a 12 de desembre de 1835 una part dels dwayer i zmala dirigits per Muhammad al-Mazari es van passar als francesos. Al-Mazari fou nomenat khalifa del bey de Mostaganem i agha de la plana d'Orà. El 1837 els francesos van instal·lar una guarnició a Messerghin per protegir als Zmala i dwayer; després de la signatura del tractat de Tafna del 30 de maig de 1837 els profrancesos foren àmpliament majoritaris entre els zmala (més de 3/4).
El 18 de maig de 1841 van participar en l'expedició des de Mostaganem a Tagdemt. El 16 de maig de 1843 la zmala d'Abd al-Kader fou dissolta però el 1845 una part dels zmala i dels dwayer fidels a França van desertar i el 1846 se'ls va privar de moltes terres. Entre 1845 i 1866 van passar de 5.250 a 6.230; foren delmats per fams i epidèmies.